# Shadows (1922)
Shadows é um filme mudo norte-americano de 1922, do gênero drama, dirigido por Tom Forman.
A história é baseada no conto Ching, Ching, Chinaman de Wilbur Daniel Steele, publicado no Pictorial Review, em junho de 1917.

## Elenco
- Lon Chaney - Yen Sin
- Marguerite De La Motte - Sympathy Gibbs
- Harrison Ford - John Malden
- John St. Polis - Nate Snow
- Walter Long - Daniel Gibbs
- Buddy Messinger - Mr 'Bad Boy'
- Priscilla Bonner - Mary Brent
- Frances Raymond - Emsy Nickerson